# Bộ Tư lệnh Pháo binh – Tên lửa, Quân đội nhân dân Việt Nam
Bộ Tư lệnh Pháo binh – Tên lửa của Quân đội nhân dân Việt Nam là đơn vị trực thuộc Bộ Quốc phòng, thành lập ngày 20 tháng 8 năm 2025 trên cơ sở Binh chủng Pháo binh. Chủ tịch Hồ Chí Minh đã tặng binh chủng Pháo binh 8 chữ "Chân đồng vai sắt, đánh giỏi, bắn trúng" ngày 13 tháng 4 năm 1967.

## Lịch sử hình thành
Ngày 29 tháng 6 năm 1946 là ngày thành lập Binh chủng Pháo binh. Vào ngày này, tại sân Vệ quốc đoàn Trung ương (40 Hàng Bài, Hà Nội), Tổng Tham mưu trưởng Quân đội Quốc gia Việt Nam Hoàng Văn Thái đọc Quyết định thành lập Đoàn Pháo binh Thủ đô, gồm 3 trung đội: Pháo đài Láng (4 pháo phòng không 75mm), Pháo đài Xuân Tảo (2 pháo phòng không 75mm), Pháo đài Xuân Canh (1 pháo phòng không 75mm).
Năm 1948, lực lượng pháo binh phát triển tới cấp tiểu đoàn: tiểu đoàn pháo binh 410 (Liên khu 10), tiểu đoàn pháo binh chủ lực đầu tiên, được thành lập ngày 1 tháng 1 năm 1948.
Năm 1950 pháo binh phát triển tới cấp trung đoàn. Ngày 20 tháng 11 năm 1950 thành lập trung đoàn 675, Trung đoàn pháo cơ giới 45 được thành lập với trang bị gồm 20 khẩu lựu pháo 105 mm và 40 ô tô các loại.
Ngày 31 tháng 7 năm 1949, Cục Pháo binh được thành lập với nhiệm vụ nghiên cứu chế tạo, sửa chữa các loại pháo, đạn và mở lớp đào tạo cán bộ chỉ huy pháo binh và thợ pháo, do Trần Đại Nghĩa làm Cục trưởng.
Năm 1951, đại đoàn công pháo (công binh–pháo binh) 351 được thành lập, gồm 3 trung đoàn: trung đoàn pháo 675, trung đoàn pháo 45 và trung đoàn công binh 151.
Trong chiến dịch Điện Biên Phủ năm 1954, bộ đội pháo binh có 2 trung đoàn pháo, 4 tiểu đoàn pháo phản lực và súng cối, gồm: 24 khẩu 105 mm có xe kéo, 16 khẩu cối 120 mm, 30 khẩu sơn pháo 75 mm và ĐKZ, 12 dàn phản lực 102 mm, 36 khẩu cối 82 mm. Ngoài ra còn có 6 tiểu đoàn pháo trong biên chế các đại đoàn bộ binh.
Ngày 7 tháng 9 năm 1954, Bộ Quốc phòng quyết định thành lập Bộ Chỉ huy Pháo binh, đến ngày 28 tháng 5 năm 1956 Binh chủng Pháo binh chính thức được thành lập với cơ quan đầu não là Bộ Tư lệnh Pháo binh.
Ngày 16 tháng 9 năm 1954, thành lập 2 đại đoàn pháo 675 và 349.
Ngày 21 tháng 9 năm 1954, thành lập đại đoàn pháo phòng không 367, đến năm 1958 tách khỏi Bộ Tư lệnh Pháo binh để đặt dưới quyền Bộ Tư lệnh Phòng không mới được thành lập.
Ngày 15 tháng 10 năm 1965, thành lập Đoàn pháo binh 69 (còn gọi là Đoàn pháo binh Biên Hòa), thuộc Bộ Tư lệnh Miền (chiến trường B2). Tháng 1 năm 1972, Đoàn pháo binh 69 chuyển thành Sư đoàn pháo binh 75 thuộc Bộ Tư lệnh Miền.

### Pháo đài Láng
Trung đội pháo đài Láng thành lập ngày 29 tháng 6 năm 1946, gồm 44 người, chia làm 3 khẩu đội, do Nguyễn Ưng Gia làm trung đội trưởng, Nguyễn Văn Khoát làm chính trị viên.. Pháo đài Láng vốn do Pháp lập ra sau khi chiến tranh thế giới thứ hai bùng nổ để bắn máy bay Nhật. Ở đây có 4 khẩu pháo cao xạ 75 mm mua của Đức là loại súng tối tân lúc bấy giờ được gắn cố định vào bệ bê tông. Năm 1940, Nhật đã buộc Pháp phải dùng pháo đài Láng để bắn máy bay Mỹ đến ném bom Hà Nội. Bộ đội Việt Nam dùng 2 khẩu cao xạ còn lại với 400–500 viên đạn làm pháo bắn mục tiêu mặt đất.
Ngày Toàn quốc kháng chiến 19 tháng 12 năm 1946, Pháo đài Láng đã nổ súng bắn vào thành Hà Nội, yểm trợ cho bộ đội Việt Nam. Ba ngày sau, pháo đài Láng bắn rơi một máy bay trinh sát của Pháp. Nửa tháng sau thì pháo đài hết đạn, nhưng được điều thêm 1 khẩu sơn pháo 75 mm có bánh xe do ô tô kéo về. Ngày 10 tháng 1 năm 1947, trung đội pháo đài Láng rút khỏi Hà Nội, kết thúc đợt chiến đấu đầu tiên của pháo binh Việt Nam.

### Pháo hỏa tiễn ĐKB
Năm 1966 Liên Xô chi viện cho Quân đội nhân dân Việt Nam pháo hỏa tiễn 24 nòng đặt trên xe, sử dụng phương tiện hiện đại để phóng cùng một lúc 24 viên đạn, nhưng như thế chưa phù hợp với điều kiện tác chiến của Việt Nam. Phía Việt Nam yêu cầu Liên Xô cải tiến loại pháo hỏa tiễn đó bằng cách tháo rời giàn pháo ra từng nòng để bộ đội Việt Nam mang vác cơ động và chiến đấu được thuận lợi. Loại pháo cải tiến này được đặt tên mới là ĐKZB, và gọn hơn là ĐKB. Pháo hỏa tiễn ĐKB cỡ 122 mm, tầm bắn 11.200 m, đạn nặng gần 60 kg. Trung đoàn pháo hỏa tiễn 724 được thành lập tháng 2 năm 1966 và được đưa vào miền Đông Nam Bộ (chiến trường B2). Trung đoàn 724 trực thuộc Đoàn 69 (tương đương cấp sư đoàn) pháo binh Miền (tên gọi tắt của chiến trường B2). Trung đoàn trưởng Trần Đáo và Chính ủy Đinh Lại hy sinh trên đường vào miền Nam nên Tô Đê làm Trung đoàn trưởng và Lê Bình làm Chính ủy trung đoàn. Trung đoàn đã pháo kích sân bay Biên Hòa ngày 11 tháng 5 năm 1967, phá hủy và phá hỏng 150 máy bay các loại và nhiều phương tiện kỹ thuật, đốt cháy nhiều kho nhiên liệu, tiêu diệt và làm bị thương hơn 800 phi công và nhân viên kỹ thuật đối phương.

## Nhiệm vụ
Binh chủng Pháo binh của Quân đội nhân dân Việt Nam là binh chủng chiến đấu, là hỏa lực chủ yếu của lục quân; có thể tác chiến hiệp đồng quân, binh chủng hoặc độc lập tác chiến.
1. Chi viện hỏa lực trong tác chiến hiệp đồng quân, binh chủng. Chi viện hỏa lực cho các lực lượng đánh nhỏ lẻ, phân tán, rộng khắp trong địa bàn tác chiến.
2. Kiềm chế, chế áp trận địa pháo binh, súng cối, tên lửa, sở chỉ huy của địch.
3. Chế áp, phá hoại, khống chế các mục tiêu quan trọng sâu trong đội hình địch như sở chỉ huy (vị trí chỉ huy), trung tâm thông tin, sân bay, kho, bến cảng... và hậu phương của địch.
4. Dùng hỏa lực pháo binh bắn tiêu diệt, gây tổn thất làm địch mất sức chiến đấu. Bắn phá các mục tiêu công sự, công trình phòng ngự của địch... gây mất tác dụng.
5. Bắn chế áp gây tổn thất cho các mục tiêu của địch, tạm thời mất sức chiến đấu, cơ động hạn chế, chỉ huy rối loạn.
6. Bắn kiềm chế gây tổn thất và tác động về tinh thần, tâm lý để hạn chế và ngăn chặn hoạt động của địch một cách tạm thời.

## Lãnh đạo hiện nay
- Tư lệnh: Thiếu tướng Nguyễn Hồng Phong
- Chính ủy: Thiếu tướng Bùi Ngọc Tuyên
- Phó Tư lệnh – Tham mưu trưởng: Đại tá Trần Đình Mạnh
- Phó Tư lệnh: Đại tá Phạm Minh Trung
- Phó Chính ủy: Đại tá Lê Đức Hòe

## Tổ chức chính quyền

### Cơ quan
- Văn phòng
- Thanh tra
- Phòng Tài chính
- Bộ Tham mưu
- Cục Chính trị
- Cục Hậu cần - Kỹ thuật[3]
- Phòng Khoa học quân sự
- Phòng Điều tra hình sự

### Đơn vị
- Trường Sĩ quan Pháo binh – TX Sơn Tây, TP Hà Nội
- Lữ đoàn 45 – TX Sơn Tây, TP Hà Nội
- Lữ đoàn 204 – TP Vĩnh Yên, Vĩnh Phúc
- Lữ đoàn 490 – Chí Linh, Hải Dương
- Lữ đoàn 675 – Hiệp Hòa, Bắc Giang
- Lữ đoàn 96 – Long Thành, Đồng Nai
- Trung tâm Huấn luyện – Đào tạo - Thạch Thất, Hà Nội
- Kho K380[4] – Chợ Đồn, Bắc Kạn
- Kho K86 - Thạch Thất, Hà Nội
- Tiểu đoàn 371 - Thạch Thất, Hà Nội
- Tiểu đoàn 97 - Ba Vì, Hà Nội
- Tiểu đoàn 10 Vận tải, Cục Hậu cần

## Khen thưởng
- Anh hùng Lực lượng vũ trang nhân dân (1976);
- Huân chương Hồ Chí Minh (1979);
- Huân chương Độc lập hạng Nhất (2001);
- Huân chương Sao Vàng (2006)

## Chỉ huy và Lãnh đạo qua các thời kỳ

### Cục Pháo binh, Bộ Tổng tư lệnh
- Năm 1949–1954: Trần Đại Nghĩa: Thiếu tướng, Cục trưởng.

### Bộ Chỉ huy Pháo binh
- 1954–1956: Lê Thiết Hùng, Thiếu tướng (1948), Tư lệnh Bộ Chỉ huy Pháo binh

### Tư lệnh Binh chủng
- 1956–1963: Lê Thiết Hùng, Thiếu tướng, Tư lệnh đầu tiên của Binh chủng Pháo binh.
- 1964–1968: Nguyễn Thế Lâm, Thiếu tướng (1974)
- 1968–1977: Doãn Tuế, lúc làm Tư lệnh là thiếu tướng, trung tướng (1984)
- 1979–1988: Nguyễn Trung Kiên, Thiếu tướng
- 1988–1995: Nguyễn Nam Hồng, Thiếu tướng (1989)
- 1995–1998: Tống Ngọc Thắng, Thiếu tướng. Từ 1998 là Cục trưởng Cục Quân lực, Bộ Tổng tham mưu Quân đội nhân dân Việt Nam.
- 1998– 4.2004: Đỗ Quốc Ân, Thiếu tướng.[5]
- 5.2004–02.2009: Vũ Thanh Lâm, Thiếu tướng (2006)
- 3.2009–5.2015: Nguyễn Văn Côn, Thiếu tướng (2009)
- 6.2015–6.2020: Đỗ Tất Chuẩn, Thiếu tướng (9.2015), nguyên Phó Tư lệnh kiêm TMT Binh chủng Pháo binh
- 7.2020– nay, Nguyễn Hồng Phong, nguyên Phó Tư lệnh kiêm TMT Binh chủng Pháo binh

### Chính ủy Binh chủng, Phó tư lệnh chính trị
- 1958–1959: Lê Hiến Mai, Chính ủy đầu tiên của Binh chủng Pháo binh, trung tướng (1974)
- 1959–1961: Nguyễn Xuân Hoàng, trung tướng (1986)
- 1961–1963: Lê Quang Hòa, thượng tướng (1986)
- 1963?–1965: Trương Công Cẩn
- 1966–1971: Tạ Xuân Thu, Thiếu tướng (1961)
- 1971–1973: Đặng Hòa, Trung tướng (1986)
- 1973–1979: Nguyễn Nam Thắng, Thiếu tướng
- 1979–1980: Đặng Hòa, Thiếu tướng
- 1980–1988: Hoàng Văn Thạ, Thiếu tướng
- 1988–1993: Hoàng Định, Đại tá.
- 1993–2005: Lê Giám đốc, Thiếu tướng.
- 2005–2010: Trần Hữu Định, Thiếu tướng (2006)
- 2010–9.2017: Nguyễn Thanh Ngụ. Thiếu tướng (2010)
- 9.2017–02.2022: Hoàng Quang Thuận, Thiếu tướng
- 3.2022- nay: Bùi Ngọc Tuyên, Thiếu tướng (2025)

### Tham mưu trưởng
- Phan Hạo, Thượng tá (1966-1967, 1969-1971)
- Tô Thuận, Thiếu tướng (1985)
- Hoàng Văn Khoát, Đại tá

## Trang thiết bị

### Pháo xe kéo- Pháo cối
| Ảnh         | Chủng loại | Nguồn gốc  | Loại                               | Số lượng hoạt động | Chú thích    |
| Pháo        | Pháo       | Pháo       | Pháo                               | Pháo               | Pháo         |
| ----------- | ---------- | ---------- | ---------------------------------- | ------------------ | ------------ |
|             |            | Liên Xô    | Súng cối 60mm (nhiều phiên bản)    | Chưa rõ            |              |
|             |            | Liên Xô    | Súng cối 82mm (nhiều phiên bản)    |                    |              |
|             | 120-PM-38M | Liên Xô    | Súng cối hạng nặng 120 mm cải tiến |                    |              |
|             | 120-PM-43  | Liên Xô    | Súng cối hạng nặng 120mm           |                    |              |
|             | 2B11       | Liên Xô    | Súng cối hạng nặng 120 mm          |                    |              |
|             | BS-3       | Liên Xô    | Lựu pháo nòng dài 100mm            |                    |              |
|             | B-10       | Liên Xô    | Pháo không giật 82mm               |                    |              |
|             | B-11       | Liên Xô    | Pháo không giật 107 mm             |                    | Vũ khí dự bị |
|             | D-20       | Liên Xô    | Lựu pháo 152mm                     | 350                |              |
|             | D-30       | Liên Xô    | Lựu pháo 122mm                     | 450                |              |
|             | D-44       | Liên Xô    | Pháo bắn thẳng 85mm                |                    |              |
|             | D-74       | Liên Xô    | Lựu pháo nòng dài122 mm            |                    |              |
|             | M-1943     | Liên Xô    | Súng cối hạng nặng 160mm           |                    |              |
|             | M-46       | Liên Xô    | Lựu pháo nòng dài 130mm            | 250                |              |
|             | M-160      | Liên Xô    | Súng cối 160 mm                    |                    |              |
|             | SPG-9      | Liên Xô    | Pháo không giật 73mm               |                    |              |
|             | M1938      | Liên Xô    | Súng cối 107 mm                    |                    |              |
|             | ML-20      | Liên Xô    | Lựu pháo 152 mm                    | 100                |              |
|             | T-12       | Nga        | Pháo chống tăng 100 mm             |                    |              |
|             |            | Trung Quốc | Súng cối 100mm                     | Chưa rõ            |              |
|             | M101       | Hoa Kỳ     | Lựu pháo 105 mm                    |                    |              |
|             | M114       | Hoa Kỳ     | Lựu pháo 155mm                     | 100                |              |
|             | M2A1       | Hoa Kỳ     | Lựu pháo 105mm                     |                    |              |
|             | M-40       | Hoa Kỳ     | Pháo không giật 105 mm.            |                    | Vũ khí dự bị |
|             |            |            | Súng cối giảm âm 50mm              | Chưa rõ            |              |
|             |            | Việt Nam   | Súng cối 100 mm                    | Chưa rõ            |              |
|             | SPG-9T2    | Việt Nam   | Pháo không giật 73 mm              | Chưa rõ            |              |
| Xe kéo pháo |            |            |                                    |                    |              |
|             | AT-L       | Liên Xô    | Xe kéo pháo bánh xích.             |                    | [ 6 ]        |
|             | ATS-59G    | Liên Xô    | Xe kéo pháo bánh xích.             |                    | [ 7 ] [ 8 ]  |
|             | M548       | Hoa Kỳ     | Xe kéo pháo bánh xích.             |                    |              |

### Pháo phản lực
| Ảnh | Chủng loại | Nguồn gốc            | Loại                                                            | Số lượng hoạt động    | Chú thích |
| --- | ---------- | -------------------- | --------------------------------------------------------------- | --------------------- | --- |
|     | BM-13      | Liên Xô              | Pháo phản lực phóng loạt 132 mm 16 ống.                         |                       | Vũ khí dự bị |
|     | BM-14      | Liên Xô              | Pháo phản lực 140 mm 16 ống                                     | 400                   | thực địa trong Chiến tranh Việt Nam từ năm 1967 |
|     | BM-21      | Liên Xô              | Pháo phản lực 122 mm 40 ống                                     | 350 tính đến năm 2016 | |
|     | DKB        | Liên Xô              | Pháo phản lực mang vác 122 mm (1 ống phóng đơn phóng đạn BM-21) | Không rõ              | 955 đơn vị 9P132 hay DKB được Liên Xô chuyển giao (400 đơn vị được chuyển giao vào năm 1966, 400 - 1970, 155 - năm 1972). Hiện nay đã tự chế tạo trong nước nhưng không rõ số lượng |
|     | Type63     | Liên Xô / Trung Quốc | Pháo phản lực 106,7 mm 12 ống                                   | 306                   | |

### Pháo tự hành
| Ảnh                  | Xe                   | Nguồn gốc            | Loại                                   | Phiên bản | Số lượng             | Chú thích                                               |
| Pháo mặt đất tự hành | Pháo mặt đất tự hành | Pháo mặt đất tự hành | Pháo mặt đất tự hành                   | Pháo mặt đất tự hành | Pháo mặt đất tự hành | Pháo mặt đất tự hành                                    |
| -------------------- | -------------------- | -------------------- | -------------------------------------- | --- | -------------------- | ------------------------------------------------------- |
|                      | ASU-57               | Liên Xô              | Pháo đổ bộ đường không/pháo chống tăng | ASU-57 | không rõ             | đã loại biên                                            |
|                      | ASU-85               | Liên Xô              | Pháo tự hành đổ bộ đường không         | ASU-85 | Không rõ             | [ 13 ]                                                  |
|                      | 2S1 Gvozdika         | Liên Xô              | Pháo mặt đất tự hành                   | 2S1 Gvozdika | 150                  | [ 14 ]                                                  |
|                      | 2S3 Akatsiya         | Liên Xô              | Pháo mặt đất tự hành                   | 2S3 Akatsiya | 30                   | [ 16 ]                                                  |
|                      | Pháo tự hành M101    | Việt Nam             | Pháo mặt đất tự hành                   | M1: Tích hợp lựu pháo xe kéo M101 với khung gầm xe tải Ural-375D. M3: Tích hợp lựu pháo xe kéo M101 và súng máy hạng nặng 12,7 mm lên khung gầm xe tải Ural-4320. | Chưa rõ              | [ 17 ]                                                  |
|                      | M548-XX              | Việt Nam             | Pháo mặt đất tự hành                   | M548-23: Trang bị 1 pháo phòng không 23mm-2 trên cơ sở xe M548. M548-76: Trang bị một pháo 76,2mm Zis-3 trên cơ sở xe M548. M548-85mm:: Trang bị pháo 85mm D44 trên cơ sở xe M548. M548-105: Trang bị một pháo105mm M102 trên cơ sở xe M548, ngoài ra còn trang bị súng máy 7.62mm PKT.                                        |                      | [ 18 ]                                                  |
|                      | M113                 | Hoa Kỳ / Việt Nam    | Cối tự hành                            | M106A1: Biến thể của M113 trang bị súng cối M30 106,7mm. M125A1: Biến thể của M113 trang bị súng cối M29 81mm. M106-100: Biến thể của M106 trang bị súng cối 100 mm và súng 12,7 mm DShK/K-54 do Viêt Nam tự sản xuất. M125-100: Biến thể của M125 trang bị súng cối 100 mm và súng 12,7 mm DShK/K-54 do Viêt Nam tự sản xuất. | Không rõ             | [ 19 ] [ 20 ]                                           |
|                      | M107                 | Hoa Kỳ               | Pháo tự hành 175mm                     | | Chưa rõ              | Chiến lợi phẩm sau năm 1975, hiện nằm trong kho dự trữ. |

### Tên lửa mặt đất
| Ảnh | Chủng loại         | Nguồn gốc         | Loại | Số lượng | Chú thích |
| --- | ------------------ | ----------------- | --- | -------- | --------- |
|     | 3M11 Falanga       | Liên Xô           | Tên lửa chống tăng (sử dụng trên trực thăng Mi-24)                                                                    |          |           |
|     | 9M113 Konkurs      | Liên Xô           | |          | [ 21 ]    |
|     | 9M14 Malyutks      | Liên Xô           | Tên lửa chống tăng |          | [ 22 ]    |
|     | 9K11 Fagot         | Liên Xô           | Tên lửa chống tăng |          |           |
|     | SS-1 Scud B/C/D    | Liên Xô           | Tên lửa đạn đạo chiến thuật                                                                                           | 24       |           |
|     | 9K114 Shturm       | Nga               | Tên lửa chống tăng (sử dụng phiên bản hải quân SHTURM-Ataka trang bị cho các Tàu tuần tra cao tốc Mirage mua của Nga) |          |           |
|     | Hwasong-6 (Scud-C) | CHDCND Triều Tiên | Tên lửa đạn đạo tầm ngắn                                                                                              |          | [ 24 ]    |